# Pyropterus insularis
Pyropterus insularis is een keversoort uit de familie netschildkevers (Lycidae). De wetenschappelijke naam van de soort werd in 1995 gepubliceerd door Sergey Vasiljevich Kazantsev.